# Ricardo Lagos (calciatore)
Ricardo César Lagos Puyén (Trujillo, 20 aprile 1996) è un calciatore peruviano, difensore dell'Alianza Lima.

## Carriera
Inizia a giocare nel 2017 con l'U. César Vallejo. L'anno successivo si trasferisce al Carlos A. Mannucci, dove rimane per tre stagioni. Nel 2021, si accasa all'Alianza Lima.

## Statistiche

### Presenze e reti nei club
Statistiche aggiornate al 15 maggio 2021.
| Stagione                  | Squadra                   | Campionato                | Campionato | Campionato | Coppe nazionali | Coppe nazionali | Coppe nazionali | Coppe continentali | Coppe continentali | Coppe continentali | Altre coppe | Altre coppe | Altre coppe | Totale | Totale |
| Stagione                  | Squadra                   | Comp                      | Pres       | Reti       | Comp            | Pres            | Reti            | Comp               | Pres               | Reti               | Comp        | Pres        | Reti        | Pres   | Reti   |
| ------------------------- | ------------------------- | ------------------------- | ---------- | ---------- | --------------- | --------------- | --------------- | ------------------ | ------------------ | ------------------ | ----------- | ----------- | ----------- | ------ | ------ |
| 2017                      | U. César Vallejo          | SD                        | 20         | 0          |                 | -               | -               |                    | -                  | -                  |             | -           | -           | 20     | 0      |
| 2018                      | Carlos A. Mannucci        | SD                        | 28         | 5          |                 | -               | -               |                    | -                  | -                  |             | -           | -           | 28     | 5      |
| 2019                      | Carlos A. Mannucci        | L1                        | 25         | 4          |                 | -               | -               |                    | -                  | -                  |             | -           | -           | 25     | 4      |
| 2020                      | Carlos A. Mannucci        | L1                        | 27         | 5          |                 | -               | -               |                    | -                  | -                  |             | -           | -           | 27     | 5      |
| Totale Carlos A. Mannucci | Totale Carlos A. Mannucci | Totale Carlos A. Mannucci | 80         | 14         |                 | -               | -               |                    | -                  | -                  |             | -           | -           | 80     | 14     |
| 2021                      | Alianza Lima              | L1                        | 7          | 2          |                 | -               | -               |                    | -                  | -                  |             | -           | -           | 7      | 2      |
| Totale carriera           | Totale carriera           | Totale carriera           | 107        | 16         |                 | -               | -               |                    | -                  | -                  |             | -           | -           | 107    | 16     |